# 에어 포스 원 (영화)
《에어 포스 원》(영어: Air Force One)은 1997년에 개봉한 미국의 정치 액션 스릴러 영화이다.

## 출연
- 해리슨 포드
- 게리 올드만
- 글렌 클로즈
- 웬디 크로슨
- 리젤 매튜스
- 폴 길포일
- 잰더 버클리
- 앤드루 디보프

## 한국어 더빙 성우진

### KBS (2000년 9월 13일)
- 양지운 - 제임스 마샬 대통령(해리슨 포드)
- 장광 - 이반 코르슈노프(게리 올드만)
- 이선영 - 캐서린 베넷 부통령(글렌 클로즈)
- 성병숙 - 그레이스 마샬(웬디 크로슨)
- 배정미 - 앨리스 마샬(리젤 매튜스)
- 김병관 - 월터 딘 국무장관(딘 스톡웰)
- 유만준 - 앤드류 워드 법무장관(필립 베이커 홀)
- 이근욱 - 에어 포스 원 기장(마이클 레이 밀러) / 정비공(브라이언 리비)
- 이재명 - 노먼 캘드웰 소령(윌리엄 H. 메이시) / 보리스 바질레프(앤드루 디보프)
- 김정호 - 잭 도허티(톰 에버렛) / 안드레이 콜차크(엘리야 배스킨)
- 이윤선 - 로이드 셰퍼드(폴 길포일) / 밥 잭슨 대령(리차드 도일)
- 이봉준 - 깁스 요원(잰더 버클리) / 새뮤얼 그릴리 중령(J. A. 프레스턴) / 램스타인 관제소 군인(톰 배리)
- 김준 - F-15 편대장(돈 맥마누스) / 존슨 요원(데이비드 지아노폴로스)
- 유동현 - 토마스 리, 백악관 보좌관(스펜서 가렛) / 페트로프 러시아 대통령(앨런 울프)
- 차명화 - 멜라니 미첼(도나 불럭) / 백악관 직원(다이아나 벨라미) / CNN 앵커(수잔 마이클스)
- 홍승섭 - 에어 포스 원 부기장(칼 웨인트라웁) / 세르게이 렌스키(레반 우차네이시빌리) / 백악관 부대변인(마이클 몽크스)
- 김관진 - 윌리엄 노스우드 장군(빌 스미트로비치) / 항공구조대원(J. 스콧 숀카)
- 유동균 - 백악관 커뮤니케이션 디렉터(윌러드 E. 퓨) / 헤일로 2호 조종사(듀크 미그린)

### SBS (2005년 7월 2일)
- 설영범 - 대통령(해리슨 포드)
- 장광 - 코르슈노프(게리 올드먼)
- 이선영 - 부통령(글렌 클로즈)
- 윤소라 - 영부인(웬디 크로슨)
- 이성
- 이윤선
- 강구한
- 박영화
- 김영훈
- 우정신
- 정승욱
- 김용준
- 윤세웅

### MBC (2006년 11월 18일)
- 양지운 - 마샬(해리슨 포드)
- 이윤연 - 코슈노브(게리 올드먼)
- 송도영 - 영부인(웬디 크로슨)
- 윤소라 - 부통령(글렌 클로즈)
- 문남숙 - 마샬의 딸(리젤 매튜스)
- 이종혁 - 로이스(폴 길포일)
- 송준석 - 깁스 요원(잰더 버클리) / 바질레프(앤드루 디보프)
- 이상범 - 소령(윌리엄 H. 메이시)
- 김태훈 - 법무장관(필립 베이커 홀) / 콜차크(엘리야 배스킨)
- 최한 - 국가보안담당(톰 에버렛) / 정비공(브라이언 리비) / 장교(리차드 도일)
- 황윤걸 - 에어 포스 원 기장(마이클 레이 밀러) / 장교(빌 스미트로비치)
- 김명수 - 국무장관(딘 스톡웰)
- 방성준 - 러시아 대통령(알란 울프)
- 이원찬 - 부기장(칼 웨인트라웁)
- 김두희 - 렌스키(레반 우차네이시빌리)
- 류승곤 - 구조대원(J. 스콧 숀카)
- 양준건 - F-15 조종사(듀크 미그린)
- 유상우 - 백악관 직원(다이아나 벨라미)
- 이민하 - 비서(도나 불럭)